# 最初に父が殺された
『最初に父が殺された』（さいしょにちちがころされた、First They Killed My Father）は、アンジェリーナ・ジョリー監督による2017年の伝記・歴史・スリラー映画である。
クメール・ルージュ時代のカンボジアを生き抜いたルオン・ウンの回想録『最初に父が殺された 飢餓と虐殺の恐怖を越えて』を基にしており、ジョリーとウンが脚本を執筆した。テルライド映画祭やトロント国際映画祭で上映された後、2017年9月15日よりネットフリックスで配信された。
第90回アカデミー賞外国語映画賞にはカンボジア代表作として出品された。

## キャスト
※括弧内は日本語吹替
- ルオン - サリウム・スレイモック（佐藤美由希）
- ルオンの父 - ポーン・コンペーク（上田燿司）
- ルオンの母 - スベン・ソチェアタ（よのひかり）
- その他の日本語吹き替え：安齋龍太／岡純子／青木崇／櫻庭有紗／越後屋コースケ／清水はる香／浜田洋平／品田美穂／鷄冠井美智子／四宮豪／烏丸祐一／手塚ヒロミチ／Lynn／藤翔平／真木駿一／時永洋／水越健／綿貫竜之介／永瀬菜月／山本善寿／中尾智／依田菜津／のぐちゆり／れいみ／大津愛理

日本語版スタッフ：演出：依田孝利、翻訳：大浦祐子、制作：東北新社

## 製作
2015年7月23日、アンジェリーナ・ジョリーの次の監督作がルオン・ウンの回想録『最初に父が殺された 飢餓と虐殺の恐怖を越えて』の映画化であり、ジョリーとウンが脚本を執筆することが発表された。ジョリーはリティ・パニュと共にプロデューサーを兼任し、さらに息子のマドックス・ジョリー＝ピットも製作に関与する。

### 撮影
主要撮影は2016年2月よりカンボジアのバタンバンで始まった。当初は2015年11月よりシェムリアップでの開始が予定されていた。他にプノンペンでも撮影された。